# 鄰座同學是怪咖
《鄰座同學是怪咖》為漫畫家森繁拓真的日本喜劇漫畫作品。
2013年4月動畫化發表，2014年1月開始播放，動畫由SHIN-EI動畫製作，2014年5月份AT-X電視台將NICONICO網路未放送的8話播放，總話數23話。

## 概要
《鄰座同學是怪咖》是由日本漫畫家森繁拓真作畫的漫畫。漫畫最初在漫畫雜誌《月刊Comic Flapper（月刊コミックフラッパー）》2010年8月號（2010年7月5日發售）上短篇刊載，並在同年11月號上正式連載。“全日本書店店員所選的推薦漫畫2012”第4位。
动画以横井留美同学的视角展开，穿插了横井留美的内心活动和感想。主人公关俊成的心理活动在作品中却没有太多细致的描写，但是他的表情和动作都具备相当丰富的表现力，横井留美的心声也在不断跟进。正因如此，也有人误以为两位主人公是恋爱关系。与此同时，登场人物的名字中也暗含了他们的登场地点（主角关俊成名字中的“关”，其他角色名字中的“前田”，“后藤”“桥野”等）。
在日本国外，《邻座同学是怪咖》由台湾的东立出版社翻译出版。

## 簡介
在學校的某一班。位於最後排窗旁座位的關君，在上課中盡情享受名為「小動作」的個人樂趣。
將棋、圍棋、骨牌、棒倒等，甚至班級內的郵局、與貓嬉戲，在課堂進行著超越個人樂趣的行為。
坐在關君旁邊的女學生——橫井留美，對關君的奇怪行動完全沒有辦法。究竟關同學是如何的運用上課時間玩各種遊戲，橫井同學又會身不由己的陪著他鬧出什麼笑話呢？
本作品是追求在小小課桌上擴展無限可能性的漫畫作品。這是一部以上課時間為舞台的搞笑詼諧故事。

## 登場人物

### 主要人物
橫井留美（聲：花澤香菜，演：清水富美加）
坐在關君旁邊座位的女學生，特徵是白髮鮑伯頭。個性認真，上課想認真聽課，卻總是事與願違。唯一知道關君在做小動作的人，但對於旁邊座位的關君展開的小動作毫無辦法，同時對那令人印象深刻的技術感到吃驚，總是讓她感到興奮。
經常被關君的小動作所吸引，錯過了聽課的時間，有時候甚至因為看關君的小動作過於忘我而叫出聲音，因為這樣也經常受到老師的批評。
當被小動作妨害上課時，就會以眼神譴責關君，後來出於對關君的關心而在家長開放日時和關君的媽媽一起成功阻止了關君的小動作，並接受了關君媽媽一盒皮筋的“囑託”，繼續試圖阻止其小動作。
心地十分善良，對可愛的東西沒有免疫力，想像力豐富。學校以外的地方總是避免與關君正面接觸，因此當通過關君妹妹來到關君家，關君突然回家後竟然躲到了關君的床底下。
特技是編織，通過編檢（日本編織檢驗協會）2級的高手。十分喜歡貓，有在補習社補習，對品牌或新店之類的事不清楚，繪畫能力差強人意，有一個哥哥。
關俊成（聲：下野紘，演：渡邊佑太朗）
坐在橫井旁邊座位的男學生，深棕色的頭髮，總是漠視課堂冒著危險進行“小動作”。總是在某處取出道具在桌上進行小動作，老師完全沒注意到，在發覺前就能銷毀證據是其拿手好戲。
性格純真，很孩子氣，十分善良，在漫畫42話中因為自己製作的小金塊不見了而懷疑橫井，導致橫井哭了，後來發現其實是誤會後很自責，扔掉了金塊。
在故事中幾乎從來不說話（沒有描寫發言的場景，嚴格說是指會話當時沒有畫出對話框及寫出對白）。
當小動作被干擾時會生氣，但不敢違抗生氣的橫井，坐在宇澤邊上時會很緊張，相信神鬼之說，陷入困境時會變得恐慌，表情豐富。
其母親在漫畫已登場，會用彈皮筋等方式阻止關的小動作。有一個三、四歲妹妹，並且和妹妹同住一個房間。

### 學生
宇澤明康（聲：白石稔）
不懂得察言观色男學生，不思考就行動導致別人困擾的典型；與關完全相反。對於關來說是比老師更恐怖的存在，多次在不自觉的情况下干擾關的小動作。可以說是除了關的媽媽外關最大的克星了。
前田高廣（聲：須嵜成幸）
坐在關前面的男學生，體型龐大。因此也是關上課小動作的絕佳掩護，其後背，凳子已被關用到極致。當他不在時，沒有掩護的關只好用腳進行小動作。
後藤櫻子（聲：佐藤聰美）
横井的同学，希望能與横井成為好友的女學生，经常把黑髪編成兩條辮子，上美術課時坐在橫井和關後面，完全不知道關在小動作，誤以為橫井和關是戀愛關係（漫畫第二卷總22話）。
橋野友香（聲：菊池心）
橫井的同学、朋友，戴著眼鏡，頭髮在後端綁成雙馬尾。
仲間由宇（聲：設樂麻美）
橫井的同学、朋友，孩子氣。称呼横井为“男子横井”、“邪恶横井”。

### 老師
足立老師（聲：齊藤次郎）
社會科的老師，生氣時很恐怖。
谷老師（聲：遊佐浩二）
英語科的老師。

### 主要人物的家人
關純
關同學的妹妹，讀幼儿园，跟哥哥一樣幾乎不說話。
關君的母親
有著待人隨和的性格，與兒子一樣心靈手巧。
橫井同學的母親（聲：伊藤美紀）
有著隨和的性格。

## 出版書籍
- 鄰座同學是怪咖

| 卷數 | MEDIA FACTORY  | MEDIA FACTORY                                 | 東立出版社    | 東立出版社             |
| 卷數 | 發售日期       | ISBN                                          | 發售日期      | ISBN                   |
| ---- | -------------- | --------------------------------------------- | ------------- | ---------------------- |
| 1    | 2011年4月23日  | ISBN 978-4-8401-3791-1                        | 2013年1月23日 | ISBN 978-986-317-134-8 |
| 2    | 2011年11月22日 | ISBN 978-4-8401-4065-2                        | 2013年1月23日 | ISBN 978-986-317-135-5 |
| 3    | 2012年7月23日  | ISBN 978-4-8401-4701-9                        | 2013年9月26日 | ISBN 978-986-317-758-6 |
| 4    | 2013年4月5日   | ISBN 978-4-8401-5046-0                        | 2014年1月3日  | ISBN 978-986-332-682-3 |
| 5    | 2014年1月4日   | ISBN 978-4-04-066240-4 ISBN 978-4-04-066143-8 | 2015年3月12日 | ISBN 978-986-348-218-5 |
| 6    | 2014年7月23日  | ISBN 978-4-04-066819-2                        | 2015年9月24日 | ISBN 978-986-365-411-7 |
| 7    | 2015年4月23日  | ISBN 978-4-04-067515-2                        | 2016年8月18日 | ISBN 978-986-431-494-2 |
| 8    | 2015年12月22日 | ISBN 978-4-04-067865-8                        | 2018年1月18日 | ISBN 978-986-462-942-8 |
| 9    | 2016年8月23日  | ISBN 978-4-04-068510-6                        | 2019年5月27日 | ISBN 978-986-482-040-5 |
| 10   | 2017年3月23日  | ISBN 978-4-04-069019-3                        | 2025年3月6日  | ISBN 978-986-482-995-8 |

- 鄰座同學是怪咖 JUNIOR（暫譯）

| 卷數 | MEDIA FACTORY | MEDIA FACTORY          |
| 卷數 | 發售日期      | ISBN                   |
| ---- | ------------- | ---------------------- |
| 1    | 2021年6月23日 | ISBN 978-4-04-680481-5 |
| 2    | 2022年6月22日 | ISBN 978-4-04-681569-9 |
| 3    | 2023年6月22日 | ISBN 978-4-04-682517-9 |

## 電視動畫
2014年1月5日開始播出。

### 製作人員
- 原作：森繁拓真
- 監督：武藤裕治
- 角色設計：大武正枝
- 美術監督：河合伸治
- 色彩設計：蝦名佳代子
- 攝影監督：山本裕規
- 音響監督：浦上靖之
- 音樂：多田彰文、中村博
- 動畫製作：SHIN-EI動畫
- 製作：動畫的關同學製作委員會

### 主題曲
片頭曲
作詞：松浦有希，作曲：大川茂伸，作曲：大川茂伸、新井健史，主唱：橫井留美（花澤香菜）
片尾曲「Set Them Free」（第1話－第9話，第11話－第14話）
作曲、編曲：中村博，鼓：神保彰
劇中歌
插入曲（第6話、第12話、第21話）
作詞：森繁拓真，作曲、編曲：中村博，主唱：水木一郎
插入曲（第20話）
作詞：山上路夫，作曲：村井邦彥，編曲：渡邊雅二，主唱：白鳥英美子

### CD周边
《となりの関くん うたのCD》
发售日期：2014 年1 月22 日
日元定价：￥1,800+税
商品编号：KICA-2405
发售发行：King Records
收录歌曲：
1、迷惑スペクタクル 花泽香菜
2、Set Them Free 神保 彰
3、迷惑スペクタクル 花泽香菜
オープニングテーマ（TV サイズ）
4、Set Them Free 神保 彰
エンディングテーマ （TV サイズ）デスクトップドラムver.
5、迷惑スペクタクル アカペラver.(TV サイズ) 花泽香菜+クラスメイト
6、迷惑スペクタクル カラオケ
7、Set Them Free カラオケ
－特别收录－
8、団栾（だんらん）！ロボット家族 水木一郎
剧中歌 ～ロボット家族のテーマ～
9、団栾（だんらん）！ロボット家族 カラオケ

### 各話列表
| 話數                   | 日文標題 | 中文標題     | 中文標題       | 分鏡       | 演出       | 作畫監督          | 改編原作          |
| 話數                   | 日文標題 | 非中国大陆   | 中国大陆       | 分鏡       | 演出       | 作畫監督          | 改編原作          |
| OVA                    | OVA      | OVA          | OVA            | OVA        | OVA        | OVA               | OVA               |
| ---------------------- | -------- | ------------ | -------------- | ---------- | ---------- | ----------------- | ----------------- |
| 第0話                  |          | 棒倒         |                | 佐佐木忍   | 佐佐木忍   | 尾鷲英俊          | 第4節課（第1冊）  |
| 第0話                  |          | 貓           |                | 佐佐木忍   | 佐佐木忍   | 尾鷲英俊          | 第6節課（第1冊）  |
| 電視動畫               |          |              |                |            |            |                   |                   |
| 第1節課                |          | 骨牌         | 多米诺         | 武藤裕治   | 武藤裕治   | 尾鷲英俊          | 第1節課（第1冊）  |
| 第2節課                |          | 將棋         | 将棋           | 武藤裕治   | 武藤裕治   | 大武正枝          | 第2節課（第1冊）  |
| 第3節課                |          | 擦桌子       | 打磨课桌       | 村山正樹   | 岡田堅二郎 | 大豆一博          | 第3節課（第1冊）  |
| 第4節課                |          | 圍棋         | 围棋           | 大久保政雄 | 岡田堅二郎 | 大豆一博          | 第5節課（第1冊）  |
| 第5節課                |          | 橡皮印章     | 橡皮印章       | 小寺勝之   | 丸山裕介   |                   | 第36節課（第3冊） |
| 第6節課                |          | 避難訓練     | 避难演戏       | 小寺勝之   | 丸山裕介   | 第14節課（第1冊） |                   |
| 第7節課                |          | 送信         | 传纸条         | 村山正樹   | 岡田堅二郎 | 大豆一博          | 第7節課（第1冊）  |
| 第8節課                |          | 將棋2        | 将棋           | 松村鈴     | 岡田堅二郎 | 大豆一博          | 第19節課（第2冊） |
| 第9節課                |          | 編織         | 毛织           | 松村鈴     | 藏本穗高   |                   | 第13節課（第1冊） |
| 第10節課               |          | 高爾夫       | 高尔夫         | 村山正樹   | 藏本穗高   | 第22節課（第2冊） |                   |
| 第11節課               |          | 登山         | 登山           | 松村玲     | 岡田堅二郎 | 大豆一博          | 第28節課（第2冊） |
| 第12節課               |          | 遙控車       | 遥控车         | 杉山正樹   | 岡田堅二郎 | 大豆一博          | 第37節課（第3冊） |
| 第13節課               |          | 游泳池       | 游泳池         | 杉山正樹   | 藏本穗高   |                   | 第26節課（第2冊） |
| 網路放送 + AT-X 電視版 |          |              |                |            |            |                   |                   |
| 第14節課               |          | 便當         | 便当           | 松村玲     | 藏本穗高   |                   | 第18節課（第2冊） |
| 第15節課               |          | 紙相撲       | 纸人相扑       | 杉山正樹   | 布施康之   | 尾鷲英俊          | 第29節課（第2冊） |
| 第16節課               |          | 將棋對西洋棋 | 将棋VS国际象棋 | 松村玲     | 布施康之   | 吉永大藏          | 第31節課（第3冊） |
| 第17節課               |          | 福笑         | 蒙眼摸像       | 杉山正樹   | 岡田堅二朗 | 大豆義博          | 第16節課（第2冊） |
| 第18節課               |          | 魔術         | 变戏法         | 松村玲     | 岡田堅二朗 | 大豆義博          | 第17節課（第2冊） |
| 第19節課               |          | 眼鏡         | 眼镜           | 杉山正樹   | 岡田堅二朗 | 大武正枝          | 第30節課（第3冊） |
| 第20節課               |          | 翻書漫畫     | 翻页漫画       | 松村玲     | 岡田堅二朗 | 大豆義博          | 第34節課（第3冊） |
| 第21節課               |          | 個人物品檢查 | 随身物品检查   | 松村玲     | 布施康之   | 岩永大藏          | 第40節課（第3冊） |
| 特典影像               |          |              |                |            |            |                   |                   |
| 第22節課               |          | 森林學校     | 森林学校       | 杉山正樹   | 布施康之   | 大武正枝          | 第21節課（第2冊） |
| 第23節課               |          | 玩雪         | 玩雪           | 杉山正樹   | 布施康之   | 大武正枝          | 第35節課（第3冊） |

### 播放電視台
日本深夜動畫：下文記載的日本国内播放時間使用日本標準時間（UTC+9）表示。因為部分時間标识會採用30小时制，因此請留意这类超过24:00的时间，其實際播放時間為翌日清晨。
| 播放地區   | 播放電視台         | 播放日期              | 播放時間（UTC+9）         | 所屬聯播網 | 備註                  |
| ---------- | ------------------ | --------------------- | ------------------------- | ---------- | --------------------- |
| 關東廣域圈 | 東京電視台         | 2014年1月5日－3月30日 | 星期日 26時05分－26時15分 | 東京電視網 |                       |
| 日本全國   | AT-X               | 2014年1月6日－3月31日 | 星期一 23時00分－23時10分 | 衛星電視   | 製作委員會參加 有重播 |
| 日本全國   | GyaO!              | 2014年1月6日－3月31日 | 星期一 更新               | 網路電視   | 最新話1週間免費       |
| 日本全國   | UULA               | 2014年1月6日－3月31日 | 星期一 更新               | 網路電視   |                       |
| 日本全國   | 東京電視台動畫劇院 | 2014年1月6日－3月31日 | 星期一 更新               | 網路電視   |                       |
| 日本全國   | NICONICO動畫       | 2014年1月12日－4月6日 | 星期日 24時00分 更新      | 網路電視   |                       |

## 電視劇
《鄰座同學是怪咖》與《小留美的現象》（作：原克玄）由MBS改編為連續劇。2015年7月起於MBS及TBS電視網播出。

### 主演

#### 鄰座同學是怪咖
- 關俊成：渡邊佑太朗[9]
- 横井留美：清水富美加
- 後藤櫻子：真山里香

#### 小留美的現象
- 郁野留美：富田栞[9]
- 吉田久美子：真野惠里菜[10]
- 石倉奈穗：岸井雪乃[10]
- 高田老師：山崎銀之丞[10]

### 製作團隊

#### 鄰座同學是怪咖
- 劇本：細川徹
- 導演：細川徹、平林克理
- 音樂：蟋蟀
- 製作公司：dub
- 製作：電視劇的關君製作委員會、MBS

#### 小留美的現象
- 劇本：月川翔、深迫康之
- 導演：月川翔
- 音樂：滾開後藤
- 製作公司：dub
- 製作：電視劇版小留美的電視劇製作委員會、MBS

### 主題曲

#### 鄰座同學是怪咖
- 「Green Bird」[11]

作詞、作曲：山内總一郎、百田留衣 / 演唱：Fujifabric

#### 小留美的現象
- 「17歲的歌」[12]

作詞：原克玄 / 作曲：富田栞 / 演唱：小留美★○富田栞（小留美純正富田栞）

## 評價
截至2014年1月，漫畫單行本銷售量突破200萬本。《2012年全日本書店店員所選的推薦漫畫》第5位。

## 外部連結
- （日語） 鄰座同學是怪咖 公式網站 （页面存档备份，存于） - 動畫版公式網站
- （日語） 動畫『鄰座同學是怪咖』 （页面存档备份，存于） - Facebook
- （日語） 動畫『鄰座同學是怪咖』的X（前Twitter）
- （日語）  - 作者的Blog
- （英文） 鄰座同學是怪咖在動畫新聞網百科全書中的資料（英文）
- （日語） 鄰座同學是怪咖與小留美現象 公式網站 - 電視劇版公式網站